# كأس رابطة الأندية الإنجليزية المحترفة 2009–10
كأس رابطة الأندية الإنجليزية المحترفة 2009–10 (بالإنجليزية: 2009–10 Football League Cup)‏ هو الموسم 50 من  كأس رابطة الأندية الإنجليزية المحترفة. أشرف على تنظيمه الاتحاد الإنجليزي لكرة القدم، وكان عدد الأندية المشاركة فيه  92، وفاز فيه مانشستر يونايتد.